# 1921 en Alberta
Chronologie de l'Alberta
- 1917
- 1918
- 1919
- 1920
- 1921
- 1922
- 1923
- 1924
- 1925

Cette page concerne des événements qui se sont produits durant l'année 1921 dans la province canadienne de l'Alberta.

## Politique

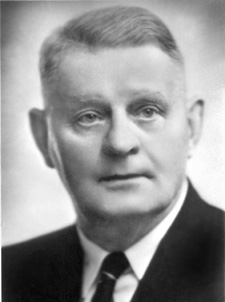
Herbert Greenfield

- Premier ministre : Herbert Greenfield (United Farmers) (face au sortant Charles Stewart (Libéral))
- Chef de l'Opposition :
- Lieutenant-gouverneur :  Robert George Brett
- Législature :

- Création de la section Albertaine du parti communiste du Canada.

## Événements
- Au football, les Argonauts de Toronto remportent la Coupe Grey contre les Eskimos d'Edmonton.
- Mise en service du Louise Bridge, pont en béton armé situé à Calgary[1].

- 18 juin : élection générale albertaine. Herbert Greenfield du United Farmers of Alberta devient premier ministre.

## Décès
- 21 janvier : Arthur Lewis Sifton, premier ministre de l'Alberta.